# Paszkiwka (obwód kijowski)
Paszkiwka (ukr. Пашківка) – wieś na Ukrainie, w obwodzie kijowskim, w rejonie buczańskim, ok. 45 km na południowy wschód od centrum Kijowa. Miejscowość liczy ok. 1060 mieszkańców.